# Zoilus (geslacht)
Zoilus is een geslacht van wantsen uit de familie van de Miridae (Blindwantsen). Het geslacht werd voor het eerst wetenschappelijk beschreven door Distant in 1884.

## Soorten
Het genus bevat de volgende soorten:

- Zoilus ater Distant, 1893
- Zoilus fuligineus Distant, 1893
- Zoilus guerreroensis Distant, 1893
- Zoilus rubromaculatus (Distant, 1883)